# Viñal (Huesca)
Viñal (Vinyals en catalán) es una localidad española perteneciente al municipio de Montanuy, en la Ribagorza, provincia de Huesca, Aragón. Se encuentra en el valle del Baliera.

## Monumentos
- Iglesia románica con reformas recientes.[2][3]